# Archostola tredecim
Archostola tredecim is een vlinder uit de familie van de Carposinidae. De wetenschappelijke naam van de soort is voor het eerst geldig gepubliceerd in 1949 door Diakonoff.